# Gustav Hofmann (Bibliothekar)
Gustav August Wilhelm Hofmann (* 14. Februar 1900 in München; † 6. Juli 1982 ebenda) war ein deutscher Bibliothekar.

## Leben
Gustav Hofmann, Sohn des Obermedizinalrats Dr. med. Wilhelm Hofmann sowie der Maria geborene Kahr, Schüler sowie Abiturient am Maximiliansgymnasium in München, wandte sich im Anschluss dem Studium der Deutschen Geschichte, Anglistik sowie Pädagogik an der Universität München zu, das er 1930 mit dem Erwerb des akademischen Grades eines Dr. phil. abschloss.
Nachdem er 1927 die bibliothekarische Fachprüfung abgelegt hatte, trat er 1930 eine Stelle an der Pfälzischen Landesbibliothek in Speyer an, 1935 wechselte er zur Bayerischen Staatsbibliothek, dort wurde er 1947 zum Direktor, im Folgejahr zum Generaldirektor bestellt, 1966 wurde er in den Ruhestand verabschiedet. Darüber hinaus übte Gustav Hofmann in den Jahren 1958 bis 1963 das Amt des Präsidenten des Internationalen Verbandes der Bibliothekarvereine aus.
Gustav Hofmann, der von 1954 bis 1964 als Mitherausgeber der Zeitschrift für Bibliothekswesen und Bibliographie fungierte, wurde 1959 mit dem Bayerischen Verdienstorden ausgezeichnet, 1962 wurde ihm der Ordensgrad Officier des Palmes Académiques verliehen.

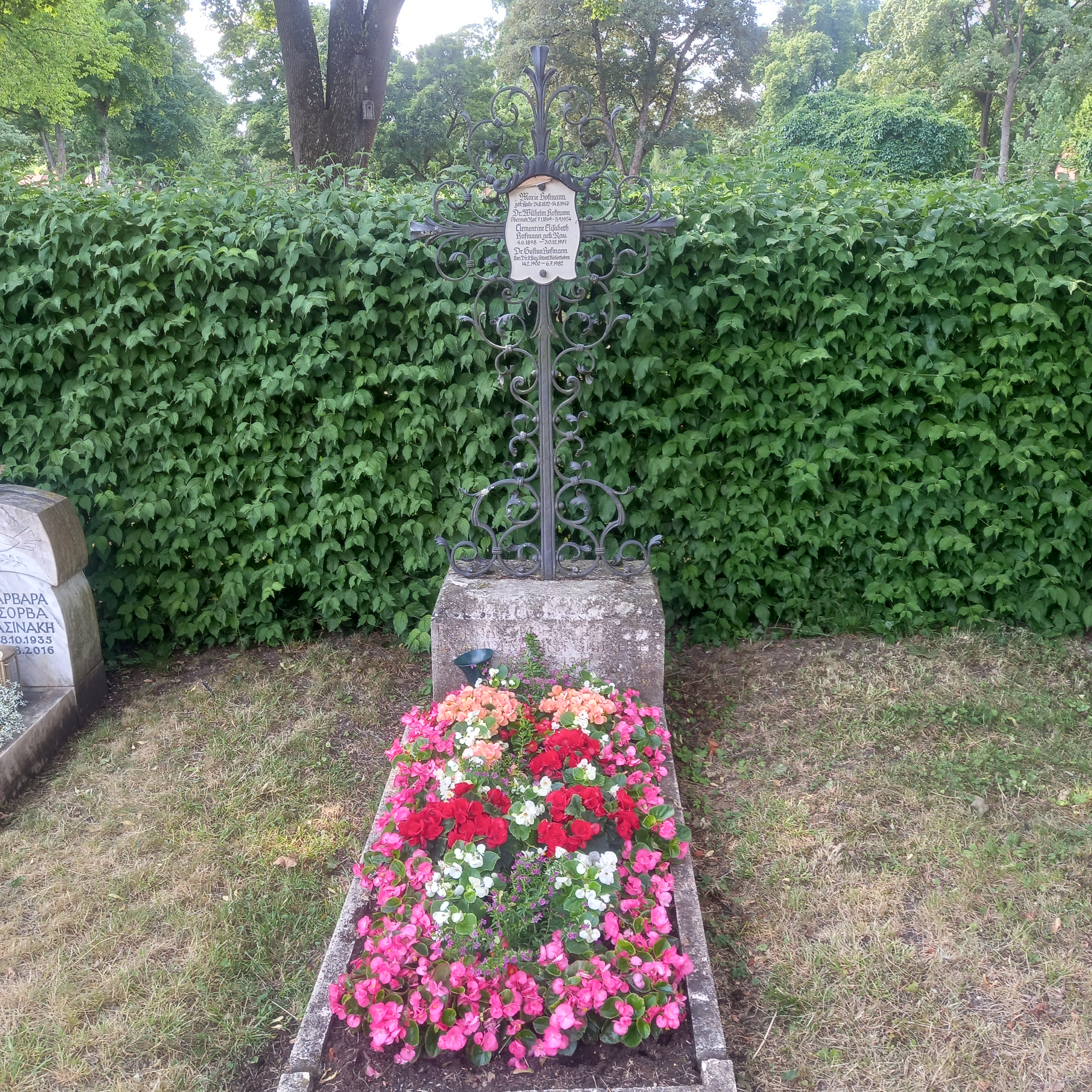
Das Grab von Gustav Hofmann und seiner Ehefrau Clementine im Familiengrab auf dem Nordfriedhof in München

Gustav Hofmann heiratete 1930 Clementine geborene Rau, mit der er einen Sohn hatte. Er starb 1982 in seinem 83. Lebensjahr in München.

## Veröffentlichungen (Auswahl)
- Die Einwirkung Veldekes auf die epischen Minnereflexionen Hartmanns von Aue, Wolframs von Eschenbach und Gottfrieds von Strassburg. Inaugural-Dissertation zur Erlangung der Doktorwürde der Philosophischen Fakultät (I. Sektion) der Ludwig-Maximilians-Universität zu München, Straub (Druck), München 1930.
- Die Musiksammlung der Pfälzischen Landesbibliothek Speyer, Jaegersche Buchdruckerei, Speyer 1935.
- Ein Speyerer Karfreitagsspiel, Jaegersche Buchdruckerei, Speyer 1936.